# AUTOWARP
AUTOWARP（オートワープ）は、通常では手動であるボイスワープの操作を自動化させるプログラム。
プログラムの実行にはWindows環境の端末および、専用の切替機器が必要である。

## 概略
「ボイスワープ電話転送サービス」を受けている電話回線に対し、通常では手動で行う「転送開始」「転送停止」「転送先変更」の電話機操作の処理を自動で行う。
回線番号の登録は最大で1万件が可能であり、回線キャリアはNTTコム（Arcstar）、SoftBank（おとくライン）、KDDI（光ダイレクト）、ひかり電話等に対応。

## 機能概要
- 電話番号管理/休日管理/ユーザ管理/権限管理
- 電話番号リストのCSVインポート・エクスポート
- 転送構成管理/転送実行管理/転送状況管理/一括大量転送（即時転送/予約転送）
- 転送履歴照会/転送履歴CSV出力
- 転送異常発生時のアラーム鳴動機能